# 西田俊也
西田 俊也（にしだ としや、1960年10月30日 - 、男性）は、小説家。奈良県奈良市生まれ。

## 経歴
1988年に『恋はセサミ』で第12回コバルト・ノベル大賞を受賞し、少女小説家としてデビュー。その後の1992年、『ギラギラ』を皮切りに一般の小説を発表後、児童文学、マンガ原作、作詞、脚本なども手がける。

## 著作リスト

### 一般文芸
- ギラギラ（1992年1月 マガジンハウス）
- ジャンクライフ（1992年9月 宙出版）
- オオサカンドリーム（1993年7月 太田出版 / 1998年6月 小学館文庫 / 2009年10月 徳間文庫）
- サマロブシネマ（1998年7月 小学館 ）
- love history（2000年12月 メディアファクトリー / 2006年2月 角川文庫）
- もう起きちゃいかがと、わたしは歌う（2001年12月 青山出版 / 2005年4月 幻冬舎文庫）
- やんぐとれいん（2004年1月 文藝春秋 ）
  - 【改題】再会スロートレイン（2012年10月 徳間文庫）
- love history second songs（2004年12月 メディアファクトリー / 2007年7月 角川文庫）
- love history single cut（2005年12月 メディアファクトリー/ 2009年2月 角川文庫）
- 世界でいちばん淋しい遊園地（2006年12月 角川書店 / 2010年5月 角川文庫）
- love history 初恋メイロ（2008年2月 メディアファクトリー）
- 復活の恋人（2008年10月 幻冬舎）
- 笑いの果てまでつれてって（2009年10月  徳間書店）
- そして僕等の初恋に会いにゆく（2014年3月 KADOKAWA）

### アンソロジー
「」内が西田俊也の作品
- コバルトノベル大賞受賞作品集6（1991年2月 集英社コバルト文庫）「恋はセサミ」
- 作家の手紙（2010年11月 角川文庫）「旅立つ前に久しぶりにばったり会った昔の彼女への手紙」

### 児童書
- 少女A（1992年9月 ベネッセコーポレーション / 2009年6月 徳間文庫）
- 両手のなかの海（1997年3月 徳間書店）
  - 【改題】チチ、カエル（2008年10月 徳間文庫）
- ハルと歩いた（2015年12月 徳間書店）

### ジュニア小説
- ローズバラードを聴かせて（1989年4月 集英社コバルト文庫）
- ときめきレモンドロップス（1989年8月 集英社コバルト文庫 ）
- ハートじかけのラブソング（1989年11月 集英社コバルト文庫 ）
- 君の瞳にアンコール（1990年2月 集英社コバルト文庫）
- 修学旅行スキャンダル（1990年4月 集英社コバルト文庫 ）
- 夏の渚でクレイジー　-自転車R&Rバンド物語（1990年8月 集英社コバルト文庫）
- パラダイス野郎(ボーイズ)（1990年11月 集英社コバルト文庫）
- 天使たちのエスケイプ -パラダイスボーイズ（1991年1月 集英社コバルト文庫）
- 雨に濡れたヴィーナス -パラダイスボーイズ（1991年4月 集英社コバルト文庫）
- 月影のサーカス（1991年10月 集英社コバルト文庫 ）

### 漫画
- ごんたくれ（1994-95年、木山道明、週刊ヤングサンデー）- 同年小学館より全3巻 原作・オオサカンドリームを元に脚本化
- 傷だらけの天使 （2000年、市川森一原案・やまだないと作画、辰巳出版）オリジナルストーリー脚本
- フィガロ（2003-2005年、やまだないとFEEL YOUNG）原作・もう起きちゃいかがと、わたしは歌う- 未完につき未単行本化

## メディア・ミックス

### テレビドラマ
- チチ、カエル。〜ボクとオカマの夏休み〜（2008年10月6日、フジテレビ主演：山本裕典 演出英勉）原作・チチ、カエル

### 映画
- ごんたくれ（1995年4月28日公開、監督：北原泰啓、主演：宮迫博之）原作・オオサカンドリーム